# 경쟁입찰발행
경쟁입찰발행(競爭入札發行)은 채권직접발행 방법의 한 가지로, 채권의 가격이나 수익률을 다수의 응찰자에게 입찰시켜 그 결과를 기준으로 발행조건을 정하는 방식이다. 경쟁입찰에 따른 발행금리 결정방식으로는 복수금리결정방식(conventional auction)과 단일금리결정방식(Dutch auction)이 있다.

## 같이 보기
- 채권 (금융)